# Шайтанка (приток Межевой Утки)
Шайта́нка  — река на Среднем Урале, приток Межевой Утки. Протекает по землям Горноуральского городского округа и муниципального образования «город Нижний Тагил» Свердловской области.
Впадает в Межевую Утку слева в 67 км от её устья. Длина — 32 км. Площадь бассейна — 237 км².

## География
Исток на западном склоне хребта Весёлые горы между горами Билимбай (723,0 м) и Дикая (719,6 м). Река от истока течёт преимущественно на юг, затем круто поворачивает на север, принимая ряд притоков. В посёлке Висиме на ней образован Висимо-Шайтанский пруд, вытекая из которого, Шайтанка примерно через 200 метров впадает в Межевую Утку.